# Angelika Pipal-Leixner
Angelika Pipal-Leixner (* 26. Juni 1978 in Wien) ist eine österreichische Politikerin (NEOS). Seit dem 24. November 2020 ist sie Abgeordnete zum Wiener Landtag und Mitglied des Wiener Gemeinderates.

## Leben

### Ausbildung und Beruf
Angelika Pipal-Leixner besuchte die Volksschule in Wien-Hernals und anschließend das Bundesgymnasium Klostergasse in Wien-Währing, wo sie 1996 maturierte. Daraufhin begann sie ein Studium der Rechtswissenschaften an der Universität Wien, das sie 2001 mit dem Magistergrad abschloss. Zwischen 2007 und 2009 besuchte sie einen postgradualen Lehrgang an der ESADE in Barcelona (MBA). Nach dem Studium war Angelika Pipal-Leixner für mehrere Unternehmen im Bereich Immobilienentwicklung und Immobilieninvestment unter anderem in London und Barcelona tätig.

### Politik
Pipal-Leixner engagierte sich bereits in ihrer Studienzeit politisch und war als ÖH-Mandatarin stellvertretende Vorsitzende der Fakultätsvertretung Jus an der Universität Wien. Sie war 2012 Gründungsmitglied der NEOS und wurde 2015 in den Bezirksrat von Wien-Döbling gewählt. Seit dem 24. November 2020 ist sie Abgeordnete zum Wiener Landtag und Mitglied des Wiener Gemeinderates und für ihre Fraktion Sprecherin für Verkehr, Umweltschutz, Landwirtschaft und Tierschutz.